# Église Saint-Aubin de La Ferté-Saint-Aubin
L’église Saint-Aubin est une église française située à La Ferté-Saint-Aubin, dans le département du Loiret, en région Centre.

## Description
L'édifice est situé dans le centre-ville de La Ferté-Saint-Aubin, à l'angle de la rue du général-Leclerc (route départementale 2020) et de la route de Ménestreau (route départementale 17) dans la région naturelle de la Sologne
La commune de la Ferté-Saint-Aubin est issue de la réunion de deux villages, l'un en contrebas et l'autre sur les hauteurs. Cette église, située sur les hauteurs, faisait partie du village de Saint-Aubin. Il existe une autre église située en bas sur le territoire de l'ancien village de La Ferté.
La tour du clocher est inscrite aux Monuments historiques durant la seconde Guerre mondiale, le 2 septembre 1943.
La paroisse de La Ferté-Saint-Aubin appartient à la province ecclésiastique de Tours, au diocèse d'Orléans dans la zone pastorale d'Orléans et le doyenné Cléry-Sologne.

## Galerie d'images

L'église Saint-Aubin
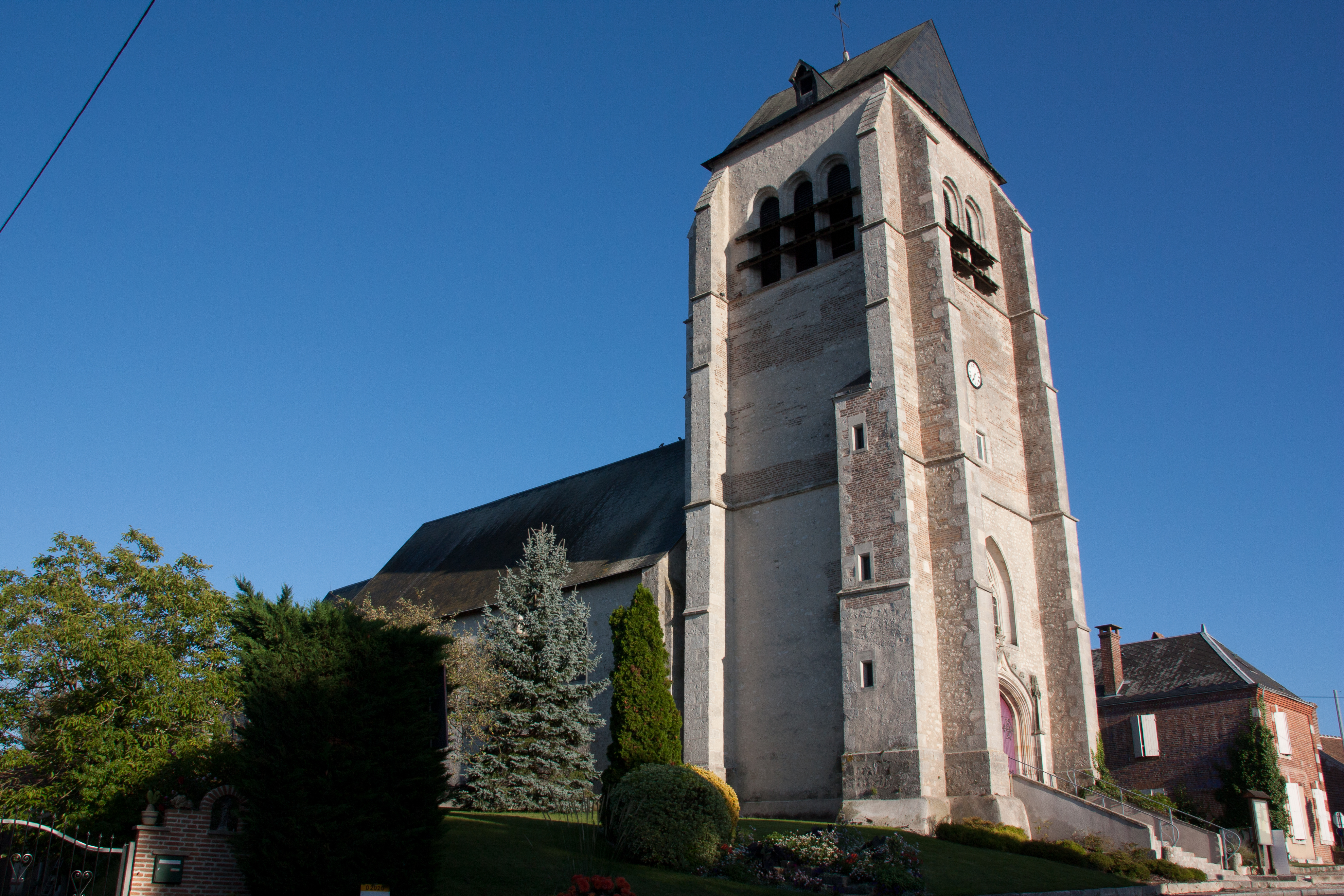
Vue latérale
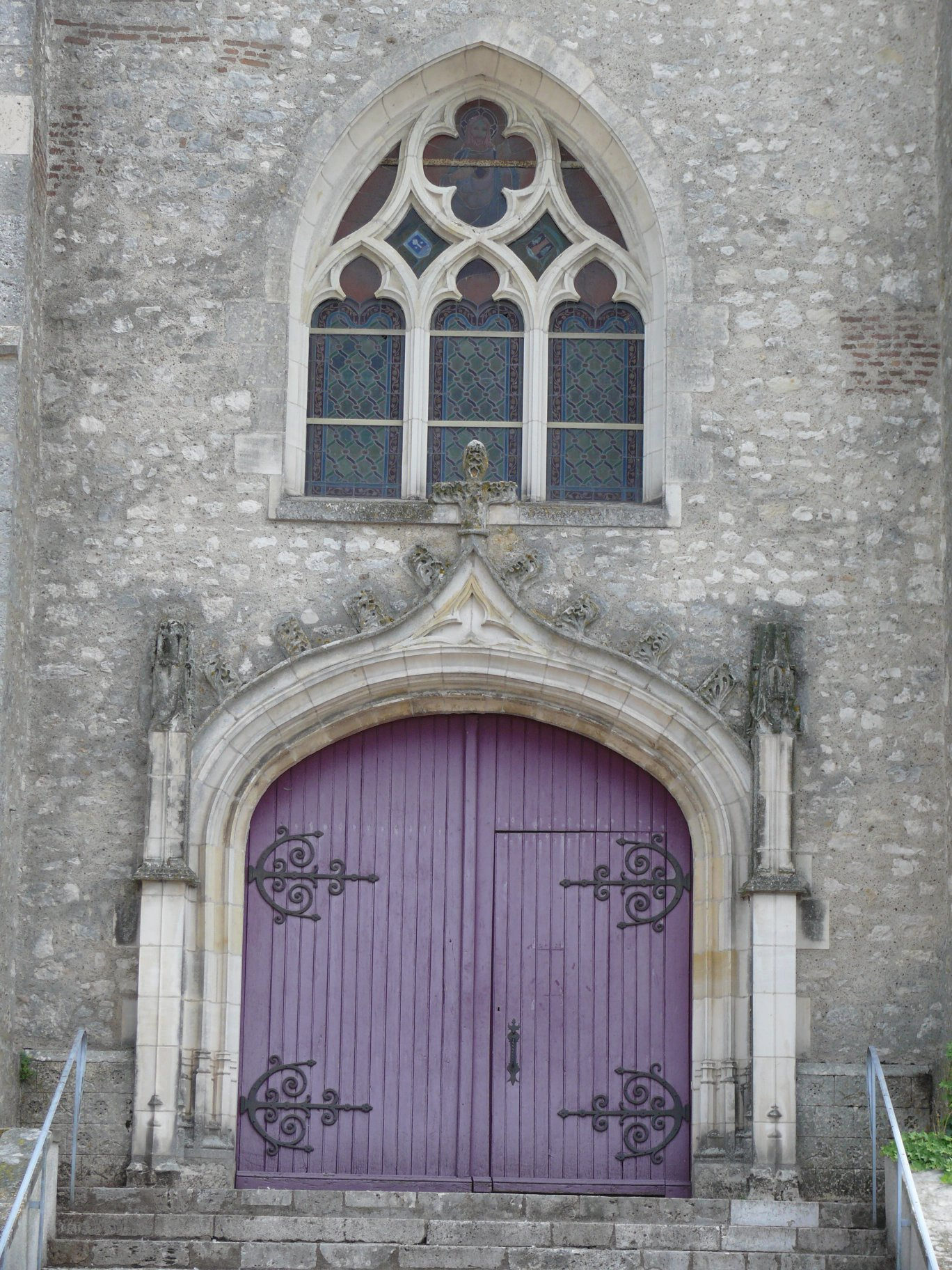
La porte